# Batalla de Ujście
La batalla de Ujście la disputaron entre el 24 y el 25 de julio de 1655 las fuerzas de los polacos-lituanos que mandaban Krzysztof Opaliński y Andrzej Grudziński y las suecas de Arvid Wittenberg. Descontentos por la política del rey Juan II Casimiro de Polonia, Krzysztof Opaliński y Bogusław Leszczyński decidieron coligarse con los suecos junto con el pospolite ruszenie (leva general).